# Ecuvillens
Ecuvillens är en ort i kommunen Hauterive i kantonen Fribourg, Schweiz. Ecuvillens var tidigare en egen kommun, men den 1 januari 2001 bildades kommunen Hauterive genom en sammanslagning av Posieux och Ecuvillens.
Fribourg-Ecuvillens flygplats ligger strax utanför Ecuvillens.